# نابخشوده (فیلم ۱۳۷۵)
نابخشوده فیلمی به کارگردانی ایرج قادری، نویسندگی محمدحسین لطیفی و تهیه‌کنندگی مرتضی شایسته محصول سال ۱۳۷۵ است.
این فیلم در تاریخ ۱۶ مهر ۱۳۷۶ در سینماهای ایران اکران شده است.

## خلاصه فیلم
میران بعد از ده سال حبس به خاطر قاچاق مواد مخدر آزاد می‌شود، او تصمیم دارد از مأمور دستگیری خود سرهنگ عاطفی انتقام بگیرد به همین دلیل با طرح نقشه‌ای و با کمک زنی از اعضای باند خود بعد از طرح دوستی با فرنگیس دختر سرهنگ عاطفی، مقداری مواد مخدر در کیف او جاسازی می‌کنند و او را به پلیس معرفی می‌کنند. فرنگیس دستگیر می‌شود.

## جشنواره‌ها
- کاندیدا بهترین نقش دوم زن (ماهایا پطروسیان) در پانزدهمین دوره جشنواره فیلم فجر - ۱۳۷۵